# Vince Osuji
Vince Chijioke Osuji, född 6 april 2006, är en nigeriansk fotbollsspelare som spelar för Kalmar FF.

## Karriär
I april 2024 värvades Osuji av Kalmar FF från nigerianska De Cardinal Fotball Academy och han skrev på ett femårskontrakt med klubben. Osuji gjorde allsvensk debut den 7 juli 2024 i en 2–1-seger över AIK.